# Only of You
«Only of You» (Sólo de ti en español) es una canción de la banda de punk rock californiana Green Day, escrita por Billie Joe Armstrong. Aparece en el álbum 1,039/Smoothed Out Slappy Hours.
Esta canción fue escrita sobre una antigua novia de Billie, llamada Jenifer, y trata sobre no poder explicar con palabras el amor que siente por ella.
Esta canción se ha convertido en uno de los grandes clásicos de esta banda, la cual han tocado innumerables veces en conciertos.
También aparece en 1,039/Smoothed Out Slappy Hours.
- Datos: Q6051020